# マイクロ・テック
マイクロ・テック株式会社（英文表記：Micro・tec company, Ltd.）は、スクリーン印刷機及び関連製造設備を製造・販売をする企業である。
1989年に千葉県浦安市にスクリーン印刷機メーカーとして設立する。
工場拠点は、2000年に新潟県浦佐工場開設し、2009年には長岡工場を設立。
国内外に電子部品及び、太陽電池、燃料電池、FPC、PDP、LCD、などのエレクトロニクス分野に使用される、スクリーン印刷機及び関連製造設備、自動化搬送設備の製造販売している。
近年、世界的なクリーンエネルギー需要の伸びから太陽電池製造装置用、スクリーン印刷機、乾燥機、画像検査など、一環ラインの製造販売を行っている。
研究開発を主目的に、2500mm×2500mmの大型側長機、3次元測定機、クリーンルームなども完備している。
海外拠点は、各国に代理店があり、中華人民共和国、韓国、台湾、シンガポール、タイ王国、アメリカ合衆国に構えている。

## 概要
- 社名　マイクロ・テック株式会社
- 英文社名　Micro・tec company, Ltd.
- 創業　1989年6月
- 本社所在地　 〒279-0012 千葉県浦安市入船1-5-2　プライムタワー新浦安13F
- 浦安工場　 〒279-0025 千葉県浦安市鉄鋼通り1-2-7
- 浦佐工場　 〒949-7226 新潟県南魚沼市山崎新田1000-6
- 長岡工場　 〒940-2147 新潟県長岡市新陽2-1
- 名古屋営業所　〒454-0932 愛知県名古屋市中川区中島新町3丁目303番地
- 代表取締役社長　田上洋一
- エレクトロニクス分野とは電子部品をはじめ、太陽電池、燃料電池、FPC、PDP、LCD、などのエレクトロニクス分野に使用される、スクリーン印刷機及び関連製造設備を製造販売している。
- 主製品　- 各種高精度スクリーン印刷機、及び周辺装置、スキージ(マイクロスキージ、DBスキージ)